# Волув

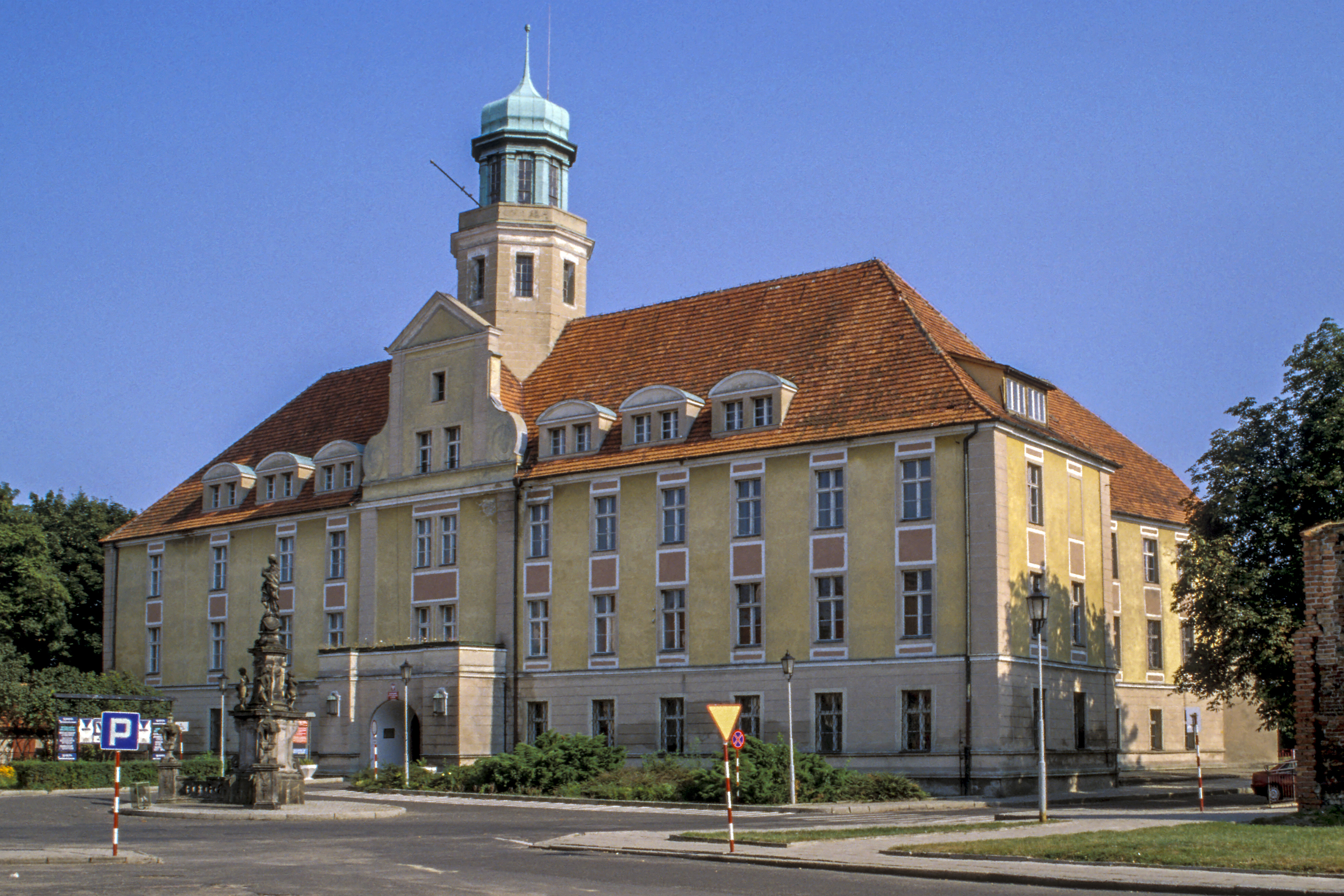
Замок

Волув (пол. Wołów, нім. Wohlau) — місто в південно-західній Польщі.
Адміністративний центр Волувського повіту Нижньосілезького воєводства.

## Демографія
Демографічна структура станом на 31 березня 2011 року:
|          | Загалом | Допрацездатний вік | Працездатний вік | Постпрацездатний вік |
| -------- | ------- | ------------------ | ---------------- | -------------------- |
| Чоловіки | 6050    | 1073               | 4374             | 603                  |
| Жінки    | 6547    | 1015               | 3952             | 1580                 |
| Разом    | 12597   | 2088               | 8326             | 2183                 |